# 황화 칼륨
황화 칼륨(Potassium sulfide)은 화학식 K2S를 갖는 무기 화합물이다. 이 무색의 고체는 물에 쉽게 반응하기 때문에 흔히 발견되지 않는데, 반응 시 황화 수소 칼륨(KSH), 수산화 칼륨 생성을 가능케 한다.

## 합성
K2SO4을 탄소(코크스)와 함께 가열함으로써 생성할 수 있다.
K2SO4  +  4 C  →  K2S  +  4 CO